# Robert Sapolsky
Robert Maurice Sapolsky (Brooklyn, 6 de abril de 1957) é um cientista e escritor estadunidense. Atualmente é professor de ciências biológicas e de neurologia e ciências neurológicas, e por cortesia, neurocirurgia, na Universidade Stanford. Além disso é pesquisador adjunto no Museu Nacional do Quênia.

## Educação
Robert Sapolsky recebeu seu B.A. em antropologia biológica summa cum laude  pela Universidade Harvard, tendo posteriormente frequentado a Universidade Rockefeller, onde recebeu seu Ph.D. em neuroendocrinologia enquanto trabalhava no laboratório do endocrinologista mundialmente renomado Bruce McEwen.

## Carreira
Sapolsky atualmente é professor do John A. & Cynthia Fry Gunn na Universidade Stanford, possuindo nomeações comuns em vários departamentos, incluindo ciências biológicas, neurologia e ciências neurológicas, e neurocirurgia.
Como neuroendocrinologista, concentrou sua pesquisa nos problemas do estresse e da degeneração neuronal, bem como nas possibilidades de estratégias de terapia genética para proteger neurônios suscetíveis de doenças. Atualmente, ele está trabalhando em técnicas de transferência genética para fortalecer os neurônios contra os efeitos incapacitantes dos glicocorticóides. Sapolsky também visita anualmente o Quênia para estudar uma população de babuínos selvagens, a fim de identificar as fontes de estresse em seu ambiente, e a relação entre a personalidade e os padrões de doenças relacionadas com o estresse nesses animais. Mais especificamente, Sapolsky estuda os níveis de cortisol entre o macho alfa e fêmea, e os subordinados para determinar o nível de estresse. Um antigo porém ainda relevante exemplo de seus estudos dos babuínos-anubis é encontrado em seu artigo de 1990 da Scientific American, "Stress in the Wild".
Sapolsky também está interessado no papel dos transtornos de personalidade esquizotípica no surgimento e desenvolvimento do xamanismo e das principais religiões ocidentais. Neste contexto, ele notou semelhanças entre o comportamento obsessivo-compulsivo e os rituais religiosos.
Apesar de ter nascido em uma família de judeus ortodoxos devotos, Sapolsky é um ateu.

## Homenagens
Sapolsky recebeu inúmeras homenagens e prêmios por seu trabalho, incluindo o prestigiado MacArthur Fellowship, também conhecido como "genius grant", em 1987 um Alfred P. Sloan Fellowship, e o Klingenstein Fellowship in neurociência. Ele também foi agraciado com o Presidential Young Investigator Award da National Science Foundation e com o os Young Investigator of the Year Awards pela Sociedade de Neurociência, pela Sociedade Internacional de Psiconeuro-Endocrinologia, e pela Sociedade de Psiquiatria Biológica.
Em 2007, recebeu o John P. McGovern Award for Behavioral Science, concedido pela Associação Americana para o Avanço da Ciência.

## Citações
"Termine de assistir a esta palestra, vá lá fora, e seja inesperadamente chifrado por um elefante, e você vai secretar glicocorticóides. Não tem como fugir disso. Você não pode reformular psicologicamente a sua experiência e decidir que não gostou da camisa, aqui está uma desculpa para jogá-la fora — esse tipo de coisa."
"A maioria de nós não cai nas poças das doenças relacionadas com o estresse."
"Se um rato é um bom modelo para a sua vida emocional, você está em sérios apuros."
"Qual é a graça? Fisiologicamente, não sai barato ser um idiota 24 horas por dia.
"Eu amo a ciência, e me incomoda pensar que muitos têm medo do assunto ou sentem que escolher a ciência significa que você não pode escolher também a compaixão, ou as artes, ou admirar a natureza. A ciência não serve para curar-nos do mistério, mas para reinventá-lo e revigorá-lo." 
"Faça do jeito errado, e nós o chamamos de culto. Faça do jeito certo, e talvez, pelos próximos milênios, as pessoas não terão de ir ao trabalho no seu aniversário.

## Obras selecionadas

### Livros
- Stress, the Aging Brain, and the Mechanisms of Neuron Death  (MIT Press, 1992) ISBN 0-262-19320-5
- Why Zebras Don't Get Ulcers  (1994, Holt/Owl 3rd Rep. Ed. 2004) ISBN 0-8050-7369-8
- The Trouble with Testosterone: And Other Essays on the Biology of the Human Predicament  (Scribner, 1997) ISBN 0-684-83891-5
- Junk Food Monkeys  (Headline Book Publishing, 1997) ISBN 978-0747276760
- A Primate's Memoir  (Touchstone Books, 2002) ISBN 0-7432-0247-3
- Monkeyluv: And Other Essays on Our Lives, as Animals  (Scribner, 2005) ISBN 0-7432-6015-5
- Behave: The Biology of Humans at Our Best and Worst (Penguin Press, May 2017) ISBN 1-5942-0507-8
- Determined: A Science of Life Without Free Will (Penguin Press, 2023) ISBN 978-0525560975

### Artigos de revista
- Sapolsky, Robert (janeiro de 1990). «Stress in The Wild». Scientific American. 262: 106-113
- Sapolsky, Robert; Lewis C. Krey, and Bruce S. McEwen (25 de setembro de 2000). «The Neuroendocrinology of Stress and Aging: The Glucocorticoid Cascade Hypothesis». Science of Aging Knowledge Environment. 38. 21 páginas
- Sapolsky, Robert; L. Michael Romero and Allan U. Munck (2000). «How Do Glucocorticoids Influence Stress Responses? Integrating Permissive, Suppressive, Stimulatory, and Preparative Actions». Endocrine Reviews. 21: 55–89. PMID 10696570. doi:10.1210/er.21.1.55